# Axia (musikgrupp)
Axia var en svensk rockgrupp från Skövde, bildad 1984.
Sättningen var från början Peo Pettersson (sång, gitarr, keyboard), Michael Alexandersen (trummor), Niclas Ericson (bas) och Morgan Blomquist (gitarr). Pettersson blev senare medlem i Leviticus. Axias första inspelningar, mini-LP:n Charge It Up, Blast It Out (1985) och LP:n Axia (1988), påminde till stora delar om senare Rainbow, medan singeln "One Night/"Raised" från 1989 var mera traditionell melodisk hårdrock/AOR. Bandet bytte senare namn till Niva, som 1994 släppte ett album i Japan.